# Mont Bird
Pour les articles homonymes, voir Bird.
Le mont Bird est un volcan éteint situé en Antarctique, dans le nord de l'île de Ross.

## Géographie
Culminant à 1 765 mètres d'altitude, le mont Bird est entouré au nord par le cap Bird, distant de onze kilomètres et constituant l'extrémité septentrionale de l'île de Ross, au sud par le mont Erebus, volcan actif et point culminant de l'île, et à l'est et à l'ouest par la mer de Ross.
Ce volcan bouclier est constitué d'un empilement de coulées de lave basaltique. Ses pentes, couvertes par endroits de cônes de scories, de dômes de lave et de coulées de lave phonolitique, forment des falaises sur le littoral de la péninsule qu'il constitue.

## Histoire
Le mont Bird s'est formé au cours d'éruptions volcaniques survenues au Pliocène, il y a 4,6 à 3,8 millions d'années.
Cartographié au cours de l'expédition Discovery menée par Robert Falcon Scott entre 1901 et 1904, il a apparemment été baptisé en référence au cap Bird.

### Source
- W. E. LeMasurier, J. W. Thomson, Volcanoes of the Antarctic Plate and Southern Oceans, American Geophysical Union, 1990, 512 p. (ISBN 0-87590-172-7)